# Plumstead (Londen)
Plumstead is een wijk in de Royal Borough of Greenwich, in het zuidoosten van de Britse metropool Groot-Londen.

## Ligging

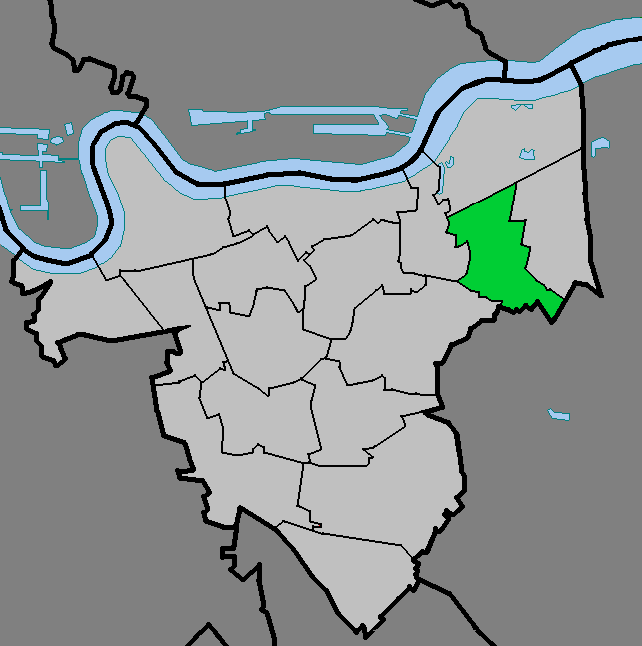
Plumstead (groen) als een van de 17 wards binnen de Royal Borough of Greenwich

Plumstead ligt deels op de noordhelling van een lage heuvel, Shooters Hill, deels in de alluviale vlakte van de rivier de Theems.
De wijk ligt oostelijk van Woolwich in de Royal Borough of Greenwich. Zoals veel Londense wijken, heeft ook de wijk Plumstead geen duidelijke grenzen. De gelijknamige ward heeft dat wel en wordt in het westen begrensd door Shooters Hill en Glyndon, in het noorden door Thamesmead Moorings en in het oosten door Abbey Wood. De twee eerstgenoemde wards worden soms tot de wijk Abbey Wood gerekend. Al deze wards bevinden zich in de borough Greenwich. In het zuiden grenst Plumstead aan East Wickham in de borough Bexley.

## Geschiedenis

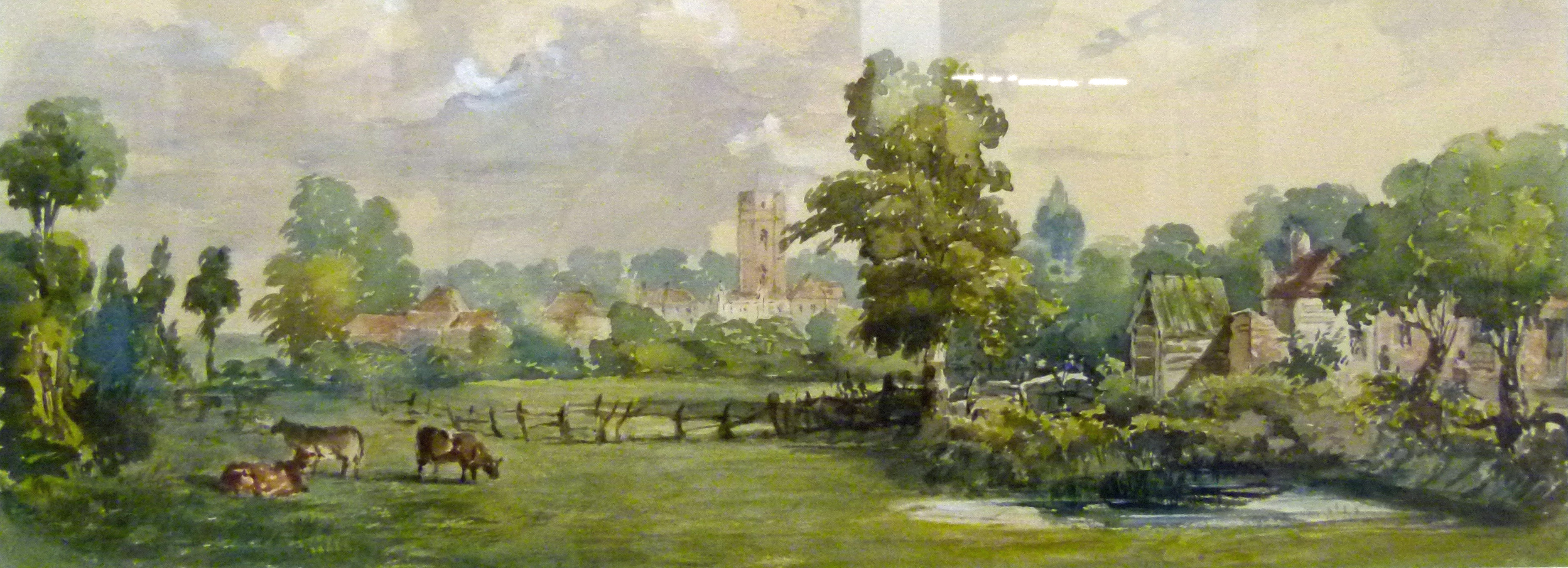
Plumstead rond 1845

### Oorsprong van de nederzetting
Plumstead wordt al genoemd in een akte van koning Edgar uit het jaar 960, toen deze een aantal bezittingen ter plaatse schonk aan het Sint-Augustinusklooster in Canterbury. Ook in het Domesday Book uit 1086 wordt "Plumstede" genoemd. De parochiekerk, gewijd aan Sint-Nicolaas, dateert uit de middeleeuwen. Tot aan de Dissolution of the Monasteries (1536-41) bleven kerk en dorp eigendom van het klooster uit Canterbury.

### Latere ontwikkeling
In 1849 opende station Plumstead en vanaf 1880 maakte het dorp een snelle ontwikkeling door, met name door de bouw van huizen voor arbeiders van Royal Arsenal in Woolwich. In het lager gelegen noordelijk deel van Plumstead, vlak bij de fabrieksterreinen van Royal Arsenal, werden voornamelijk kleine huizen gebouwd, die verdeeld waren in twee appartementen beneden en twee boven. Hoger op de heuvel, rond Winns Common en Plumstead Common, verezen ruimere huizen voor het hoger personeel.
Plumstead Cemetery is een 19e-eeuwse begraafplaats met een fraaie, neogotische kapel.

## Verkeer en vervoer

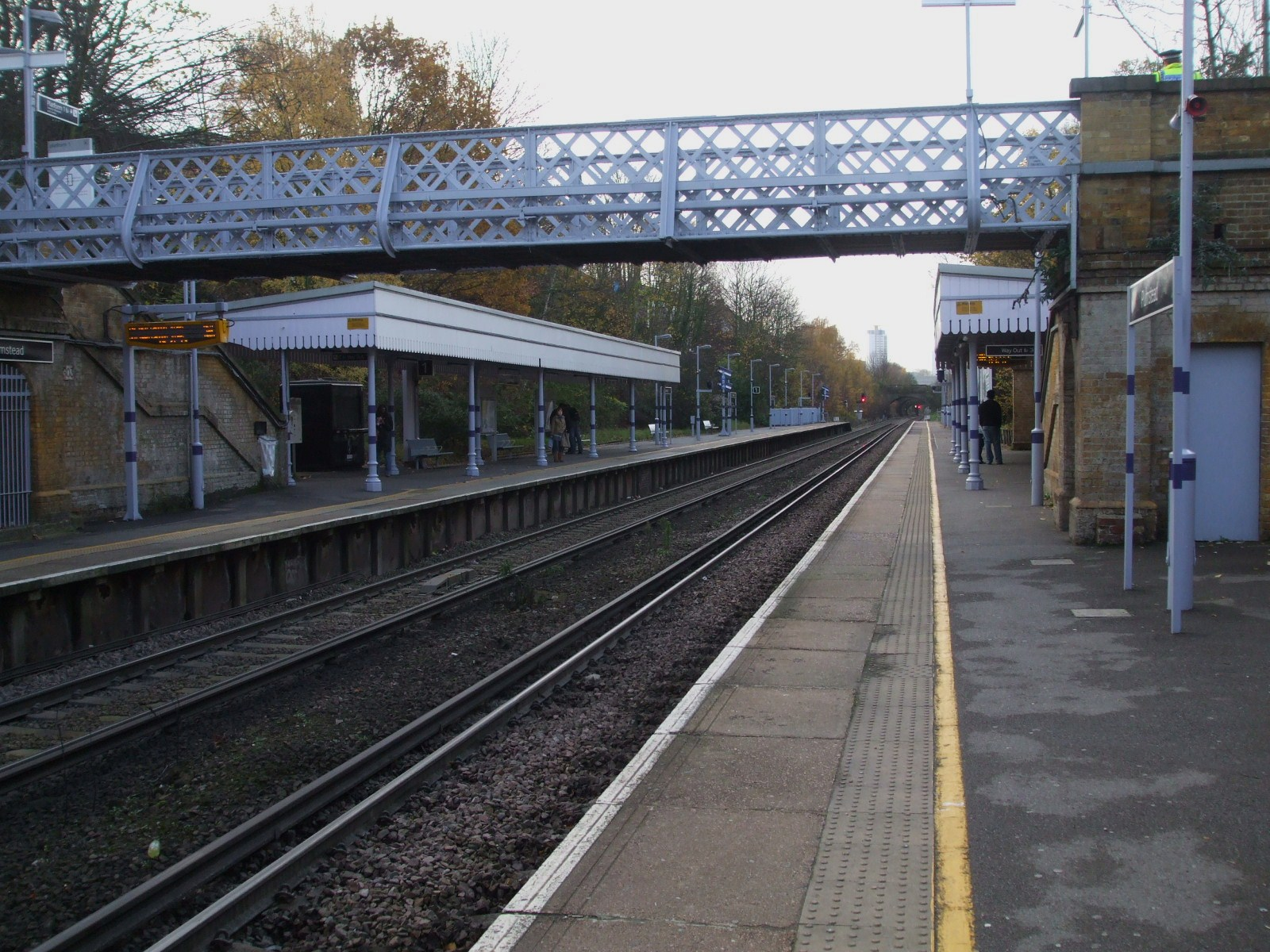
Station Plumstead

De voornaamste verkeersweg in Plumstead is de A206, een belangrijke oost-westverbinding in Zuid-Londen. De dichtstbijzijnde mogelijkheid om de Theems over te steken is de Woolwich Ferry, een frequente veerdienst waarvan met name het auto- en vrachtverkeer veel gebruikmaakt. Voor voetgangers is er de Woolwich Foot Tunnel.
Station Plumstead is het spoorwegstation van Plumstead. Via de North Kent Line is de plaats al vanaf het midden van de 19e eeuw verbonden met onder andere station Woolwich Arsenal, London Bridge en diverse plaatsen in Kent. In 2018/19 is de opening gepland van Crossrail, waardoor het gebied rondom Woolwich een snelle, grotendeels ondergrondse treinverbinding met de belangrijkste centra in Londen en de luchthaven Heathrow zal krijgen. Het nieuw te bouwen Crossrail-station Woolwich ligt voor een deel van de inwoners van Plumstead op loopafstand.

## Afbeeldingen

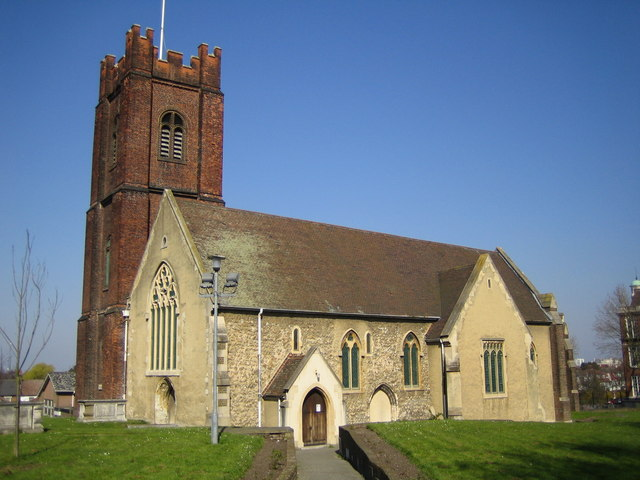
St. Nicholas' Church
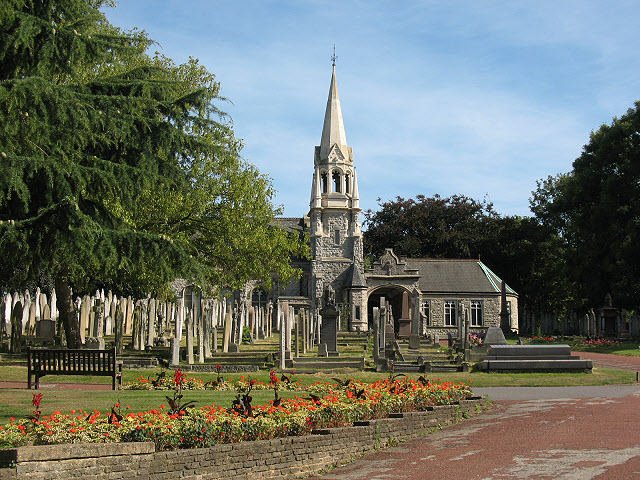
Historische begraafplaats
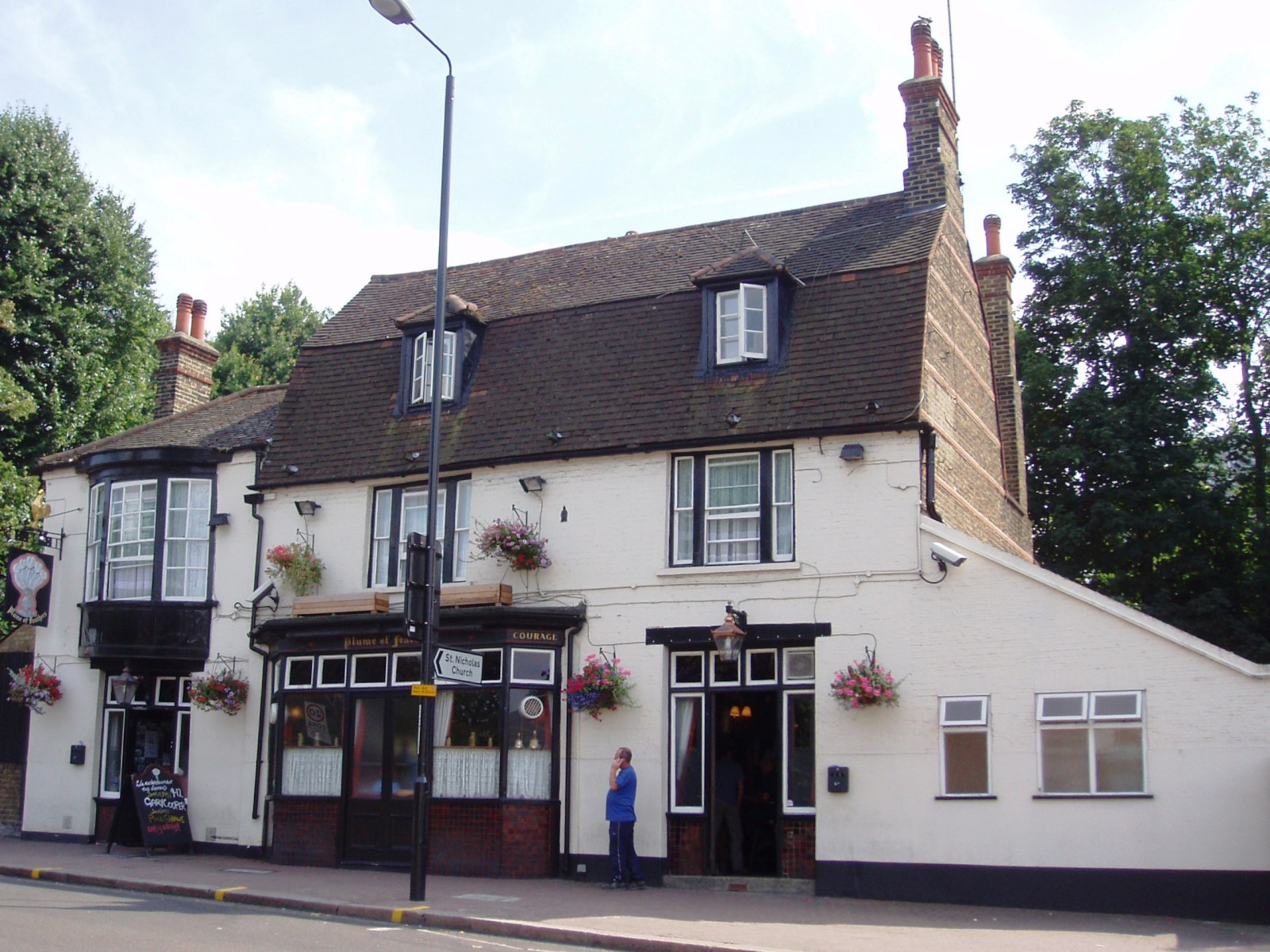
Traditionele pub
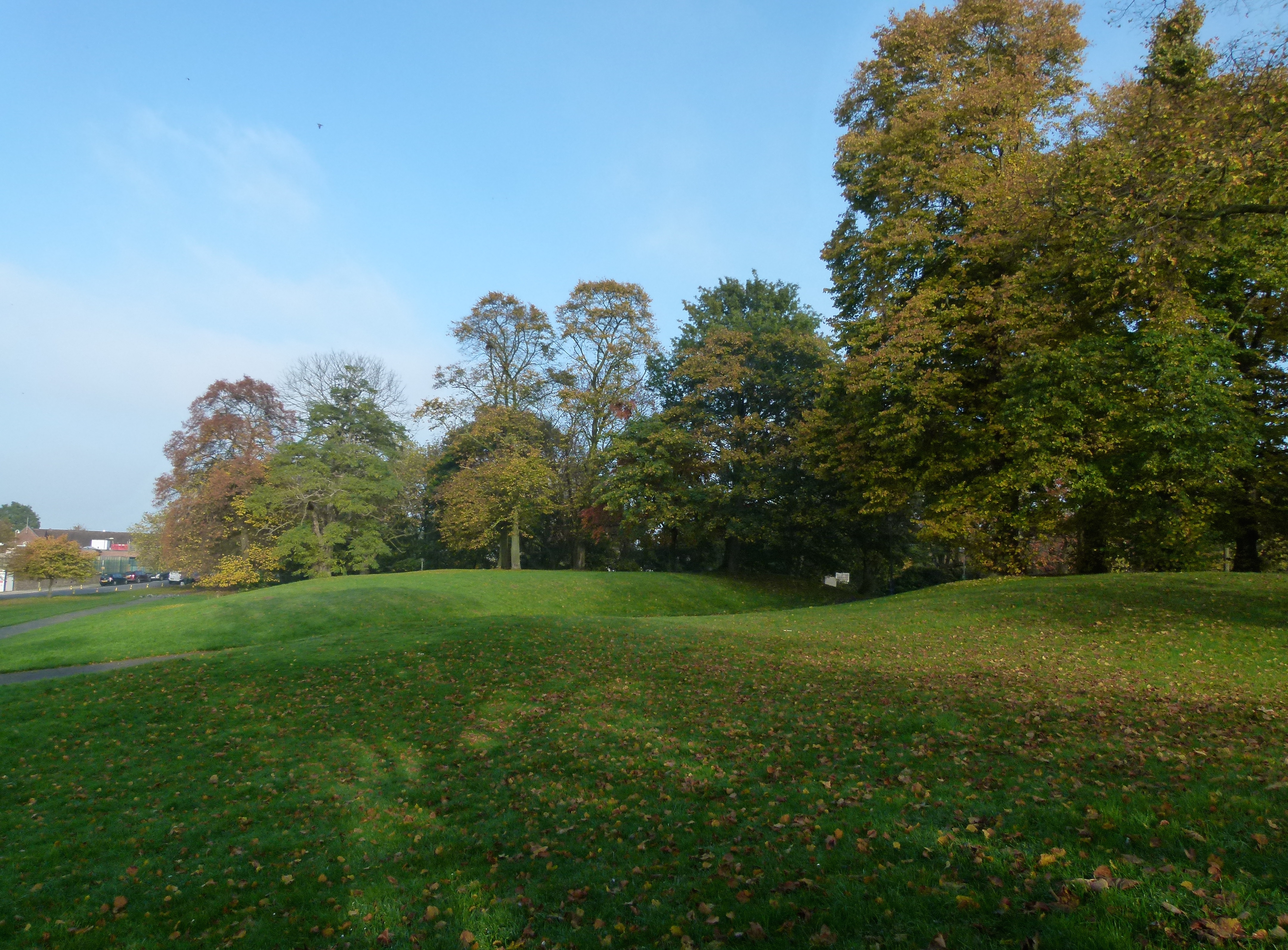
Plumstead Common

## Geboren
- Tanya Franks (1967), actrice, filmproducente en scenarioschrijfster